# Alvin Olin King
Alvin Olin King, född 21 juni 1890 i Leoti, Kansas, död 21 februari 1958 i Lake Charles, Louisiana, var en amerikansk demokratisk politiker. Han var Louisianas viceguvernör 1931–1932 och därefter guvernör från januari till maj 1932.
King avlade 1915 juristexamen vid Tulane University och blev 1924 invald i delstatens senat. Han var tillförordnad talman i Louisianas senat vid tidpunkten då Huey Long meddelade att han avgår som guvernör för att tillträda som ledamot av USA:s senat. Viceguvernör Paul Narcisse Cyr försökte sedan tillträda guvernörsämbetet men Long hade inte ännu formellt avgått. Long fick sin linje igenom och Cyr avsattes som viceguvernör mot sin vilja. King fick sedan vara viceguvernör till januari 1932 då han efterträdde Long. Senare samma år efterträddes King som guvernör av Oscar K. Allen. Metodisten King avled år 1958 och gravsattes på Graceland Cemetery i Lake Charles.